# Nový Svět
I Nový Svět sono un gruppo musicale di Vienna, attivo dal 1997, costituito da Jürgen Weber e da Ulla Tost.

## Storia
Novy Svet furono fondati a Vienna nel 1997 da Jürgen Weber e Miss Tost. Fin dagli esordi, la loro musica fu una miscela di folk, musica elettronica minimale, musica industriale, improvvisazione libera, krautrock e rumorismo, che il duo autodefinisce come combat folk, utilizzando generalmente testi in italiano o spagnolo, ma anche in inglese, esperanto, francese o tedesco, e delineando così una distanza programmatica da ogni categoria musicale e lingua.
Dopo due album su cassetta dai titoli Nový Svět (Junges Wien, 1997), Madonna Lights (Junges Wien, 1998) e lo split-album con gli Indra1996 Donostia S.P.A. / Ciao Bella Luna (Junges Wien, 1998), la band fu il secondo gruppo ad essere lanciato dall'etichetta Hau Ruck! Di Albin Julius, deus ex machina dei Der Blutharsch, con l'LP Rumorarmonio.
Collaborano dal 2001 con i Mushroom's Patience, Der Bekannte Post Industrielle Trompeter e diversi altri artisti, sempre di area post industriale.

## Discografia parziale

### Album
- 1997 - Nový Svět (Junges Wien)
- 1998 - Madonna Lights (Junges Wien)
- 1998 - Donostia S.P.A. / Ciao Bella Luna assieme ad Indra 1996 (Junges Wien)
- 1998 - Rumorarmonio (Hau Ruck!)
- 1998 - Morava (Junges Wien)
- 1999 - Todas Las Ilusiones (Junges Wien)
- 1999 - Faccia a Faccia (Hau Ruck!)
- 2000 - Cuore di Petrolio (Hau Ruck!)
- 2001 - Chappaqua (Hau Ruck!)
- 2002 - Venezia (Junges Wien)
- 2003 - Entre Siempre Y Jamás Suben Las Mareas, Duermen Las Ciudades (The Nekofutschata Musick Cabaret) assieme ad Ô Paradis
- 2005 - Destello De Estrellas En La Frente (Punch Records) assieme ad Ô Paradis
- 2008 - Todas Las Últimas Cosas (Treue Um Treue)
- 2011 - Into Your Skies (Reue Um Reue)
- 2015 - Mono (Reue Um Reue)

### Singoli ed EP
- 1998 - Feliz Navidad!/Gracias Jesus
- 1999 - Cara o cruz con Quartiere Nuovo
- 1999 - Olvidado/Le cose che ami split con Circus Joy
- 1999 - Wien 1.999
- 2000 - Aspiral III
- 2000 - Inutiles split con Der Blutharsch
- 2002 - Bulli e pupe split con Foresta di Ferro
- 2002 - Mon Mercenaire! / El Continent! split con Dernière Volonté
- 2002 - Roma Total! / An Italiandaustrian Lo.Fi. EP split con Circus Joy]
- 2003 - Café Mentone split con Der Blutharsch
- 2003 - Envenenado EP
- 2003 - Split split con Teatro Satanico
- 2003 - Terror (Ars Benevola Mater)
- 2003 - Split split con Ait!
- 2003 - Confesso Tutto! split con Teatro Satanico
- 2003 - Siento Sensación / Guerra split con Ô Paradis
- 2004 - Là-Bas(s) Communion
- 2005 - Nachtfang split con His Divine Grace
- 2005 - Siderant - A Beat Monkey Meditation
- 2006 - A Mort
- 2013 - Untitled split con Susa24
- 2014 - Split split con Spettro Family
- 2015 - Split split con German Army